# Enclosed Narrow Vehicle

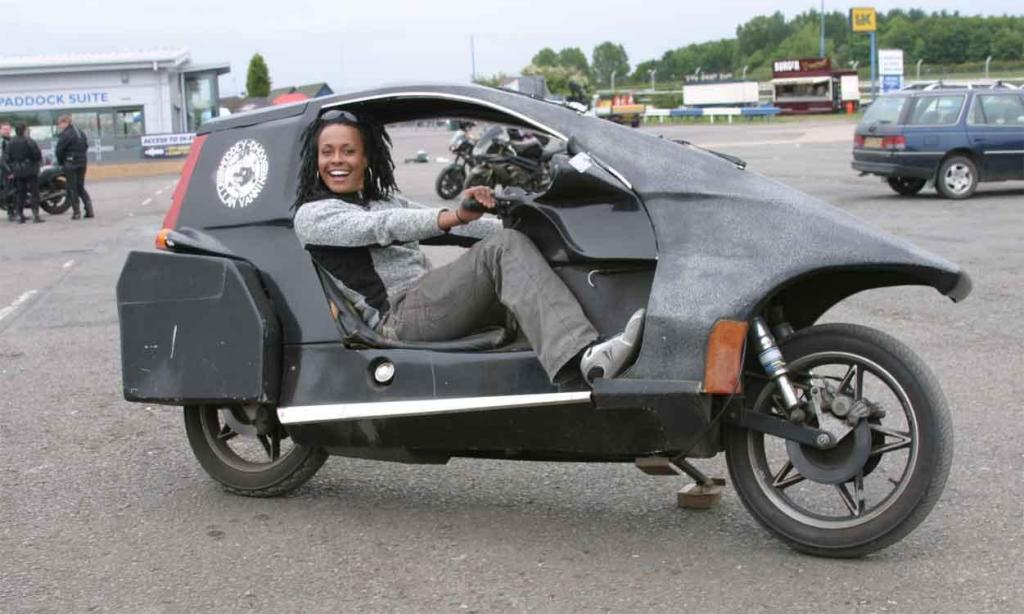
De Quasar was een overdekt smal voertuig

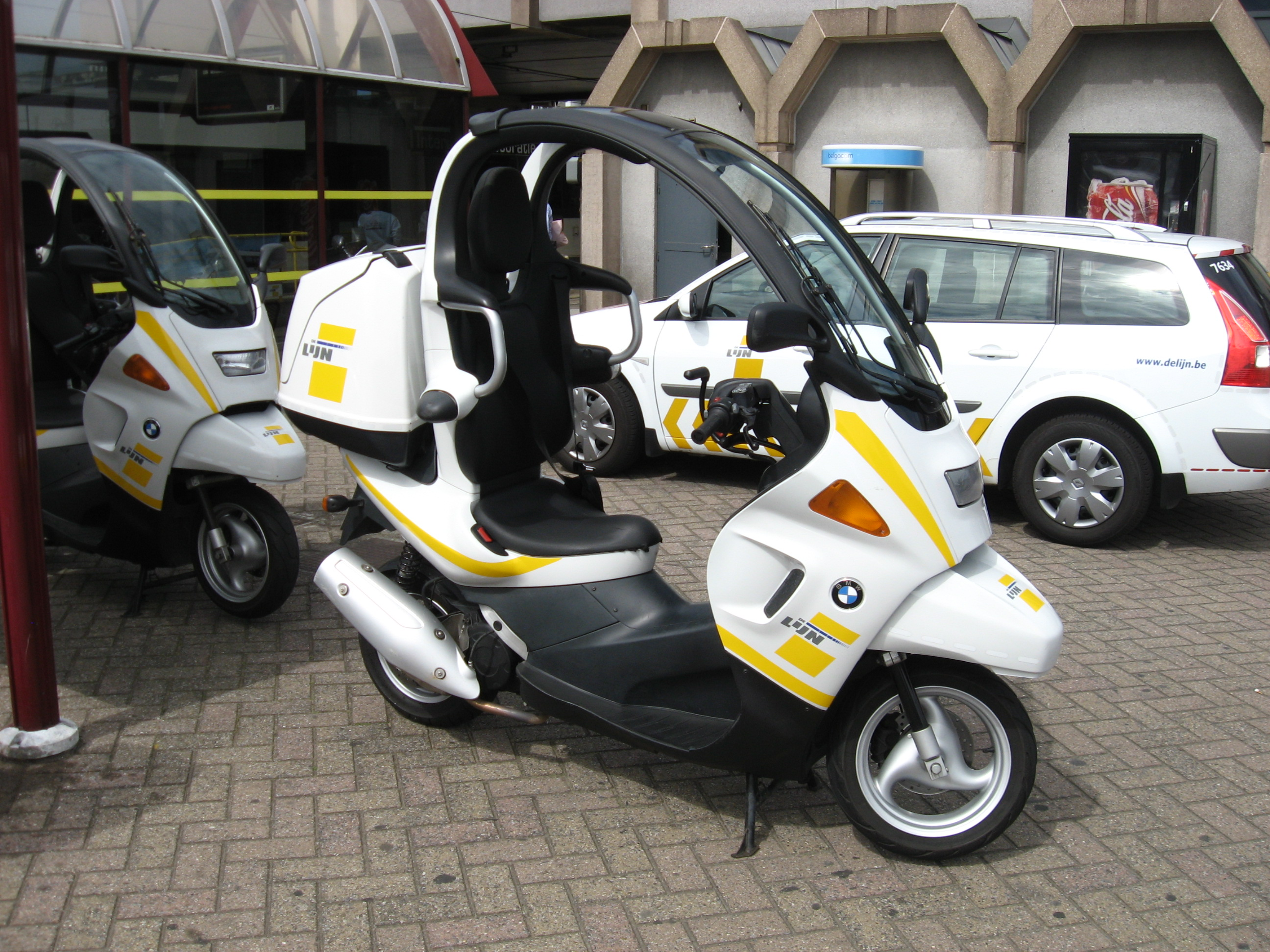
De BMW C1 is een van de weinige ENVs die het werkelijk tot serieproductie brachten

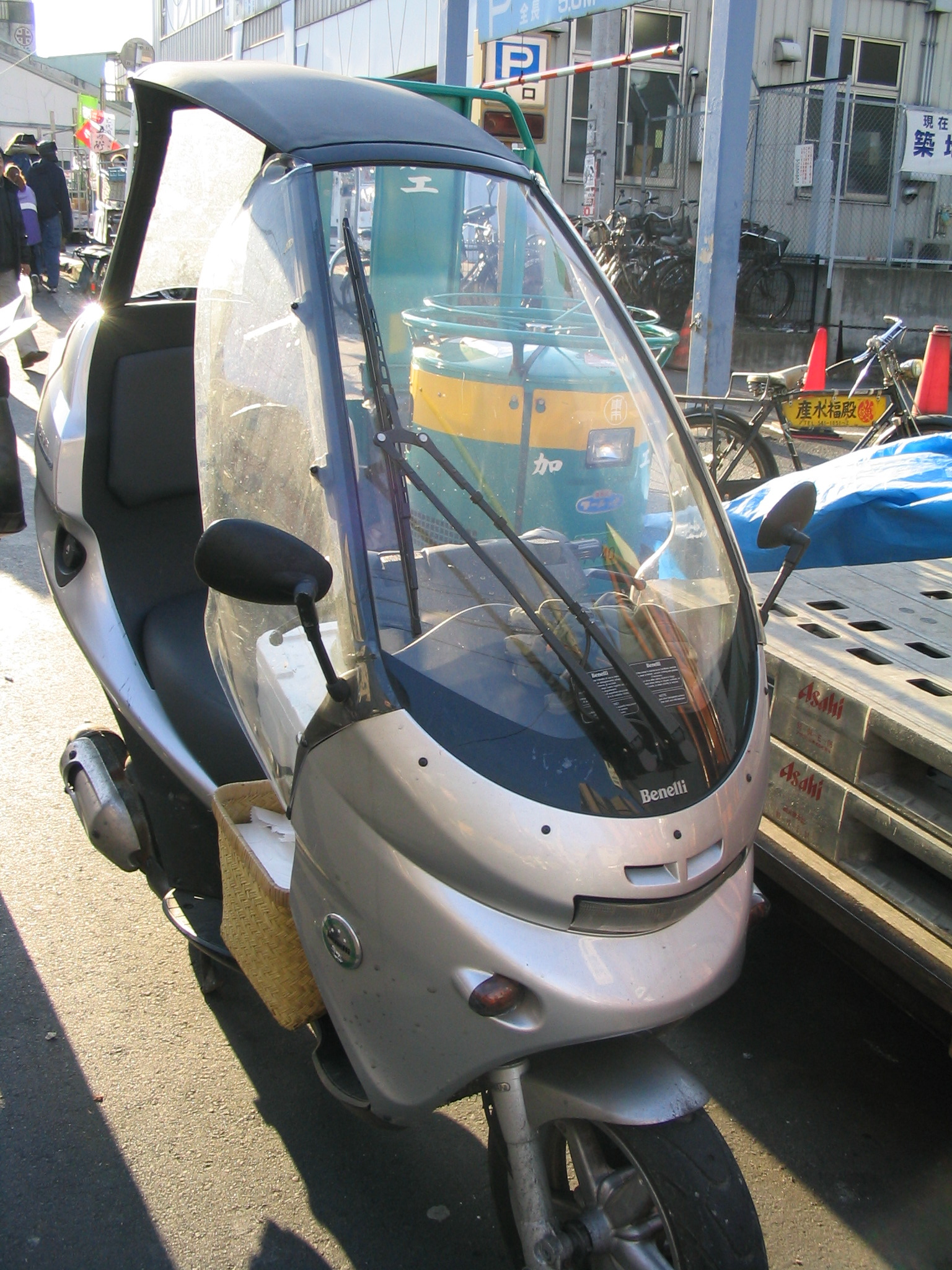
De Benelli Adiva leek op de BMW C1, maar had niet de versterkte dakconstructie die "helmloos" rijden mogelijk maakte

ENV  staat voor: Enclosed Narrow Vehicle (Letterlijk: overdekt smal voertuig)
Er zijn al veel pogingen gedaan om de voordelen van een motorfiets (smal en wendbaar) te combineren met het comfort van een auto (overdekt, verwarmd). Dat leidde soms tot overdekte motorfietsen (bijvoorbeeld de Quasar en de Ecomobile), en soms tot driewielers die bijzonder smal waren (bijvoorbeeld de Honda Gyro-Up en de Tricone). Om te voorkomen dat een smalle driewieler omvalt wordt gezorgd dat een gedeelte als een motorfiets “kantelt”, terwijl een ander gedeelte horizontaal blijft.
De BMW C1, die in 2000 op de markt kwam, bracht het daadwerkelijk tot serieproductie. BMW wist uiteindelijk in heel Europa toestemming te krijgen deze overdekte scooter zonder helm te laten besturen. Het werd echter geen succes en in 2004 was de productie alweer beëindigd. In 2009 werd het model C1-E voorgesteld, een door een Lithium-ion-accu aangedreven versie.